# Poecilmitis irene
Poecilmitis irene är en fjärilsart som beskrevs av Terence Dale Pennington 1968. Poecilmitis irene ingår i släktet Poecilmitis och familjen juvelvingar. IUCN kategoriserar arten globalt som sårbar. Inga underarter finns listade i Catalogue of Life.